# Futbol'ny Klub Minsk (femení)
El Futbol'ny Klub Minsk femení és un equip femení de futbol de Minsk que juga a la Lliga de Belarús. Originalment era un club independent anomenat Minchanka BGPU, fins que al 2010 es va convertir en la secció femenina del FK Minsk. Des d'aleshores ha guanyat quatre edicions consecutives del campionat.

## Palmarès
- 7 Lligues de Belarús
  - 2013, 2014, 2015, 2016, 2017, 2018, 2019
- 4 Copes de Belarús
  - 2011 - 2013 - 2014 - 2015

| 14/15 | FC Zürich      |                  |
| 15/16 | SFK Sarajevo   | Fortuna Hjørring |
| 16/17 | Standard Lieja | FC Barcelona     |

- ¹ Fase de grups. Equip classificat pillor possicionat en cas d'eliminació o equip eliminat millor possicionat en cas de classificació.